# اچ‌ام‌اس اسکیمو (اف۱۱۹)
اچ‌ام‌اس اسکیمو (اف۱۱۹) (به انگلیسی: HMS Eskimo (F119)) یک کشتی بود. این کشتی در سال ۱۹۶۰ ساخته شد.